# Chileense parlementsverkiezingen 1906
Bij de Chileense parlementsverkiezingen van 1906 werd de Alianza Liberal, een alliantie van liberale partijen onder aanvoering van de Partido Liberal en Partido Liberal Democrático de grootste in de Kamer van Afgevaardigden en de Coalición, de alliantie van liberaal conservatieve partijen onder aanvoering van de Partido Conservador de grootste in de Senaat.
De grootste partij in zowel de Kamer van Afgevaardigden en de Senaat werd evenwel de Partido Conservador.
| Kamer van Afgevaardigden | Kamer van Afgevaardigden | Kamer van Afgevaardigden |
| Coalitie                 | Coalitie                 | Zetels                   |
| ------------------------ | ------------------------ | ------------------------ |
|                          | Alianza Liberal          | 53                       |
|                          | Coalición                | 41                       |
| Totaal                   | Totaal                   | 94                       |

Bron: Heise 1982
| Senaat   | Senaat          | Senaat |
| Coalitie | Coalitie        | Zetels |
| -------- | --------------- | ------ |
|          | Coalición       | 22     |
|          | Alianza Liberal | 7      |
| Totaal   | Totaal          | 32     |

Bron: Heise 1982